# Baker City
Baker City az Amerikai Egyesült Államok északnyugati részén, Oregon állam Baker megyéjében helyezkedik el, egyben a megye székhelye is. A 2010. évi népszámláláskor 9828 lakosa volt. A város területe 18,54 km², melynek 100%-a szárazföld.

## Történet

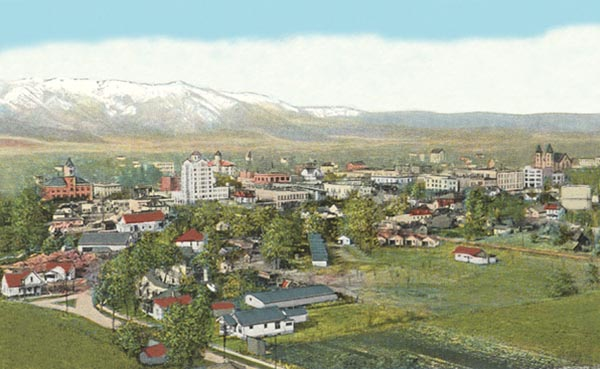
A város madártávlatból 1918-ban

A település nevét az amerikai polgárháborúban meggyilkolt Edward D. Baker szenátorról kapta.
1865-ben alapították; a kezdetektől fogva lassú növekedésnek indult. Postahivatalát 1866. március 27-én nyitották meg, viszont városi rangot csak 1874-ben kapott. 1868-ban lett megyeszékhely; addig a tisztséget Auburn töltötte be. A névadó Baker szenátort 1861-ben ölték meg.
Az Oregon Short Line Railroad 1884-es meghosszabbításával a város népessége növekedésnek indult. 1900-ban Salt Lake City és Portland között a legnagyobb város volt. 1911-ben a City utótagot elhagyták, de később újra felvették.
Baker Egyházmegyét 1903. június 19-én, a Szalézi Szent Ferenc Katedrális megépítése után alapították. 1918-ban a város nagyobb figyelmet kapott, amikor a napfogyatkozáshoz kapcsolódó megfigyeléseket innen végezték. A második, innen is látható napfogyatkozás dátuma 2017. augusztus 21.

## Éghajlat
A város klímája félszáraz (a Köppen-skálán BSk-val jelölve). A legmelegebb hónapok július és augusztus, amikor az átlaghőmérséklet 29,2 °C körül alakul. A melegrekord 1961. augusztus 4-én dőlt meg 41 fokkal. A leghidegebb hónapok december és január, ilyenkor az átlagos minimum -8 °C. A hidegrekord 1978 decemberében dőlt meg -39 °C-kal. A legcsapadékosabb a május–június, a legszárazabb pedig a július–október közötti időszak. Évente átlagosan 63,5 centiméter hó hull.
| Hónap                         | Jan.  | Feb.  | Már.  | Ápr.  | Máj. | Jún. | Júl. | Aug. | Szep. | Okt.  | Nov.  | Dec.  | Év    |
| ----------------------------- | ----- | ----- | ----- | ----- | ---- | ---- | ---- | ---- | ----- | ----- | ----- | ----- | ----- |
| Rekord max. hőmérséklet (°C)  | 15,0  | 16,0  | 26,0  | 32,0  | 34,0 | 39,0 | 39,0 | 41,0 | 38,0  | 32,0  | 22,0  | 16,0  | 41,0  |
| Átlagos max. hőmérséklet (°C) | 1,3   | 5,4   | 10,6  | 15,1  | 19,4 | 24,0 | 29,2 | 29,4 | 24,2  | 17,1  | 7,2   | 1,8   | 15,4  |
| Átlaghőmérséklet (°C)         | −3,5  | −0,1  | 3,4   | 7,4   | 8,0  | 15,4 | 19,2 | 19,0 | 10,2  | 8,1   | 1,5   | −3,2  | 7,2   |
| Átlagos min. hőmérséklet (°C) | −8,3  | −5,5  | −2,7  | −0,4  | 3,5  | 6,8  | 9,1  | 8,6  | 3,9   | −0,9  | −4,2  | −8,1  | 0,2   |
| Rekord min. hőmérséklet (°C)  | −34,0 | −33,0 | −21,0 | −11,0 | −6,0 | −3,0 | −1,0 | −3,0 | −8,0  | −13,0 | −27,0 | −39,0 | −39,0 |
| Átl. csapadékmennyiség (mm)   | 23    | 16    | 21    | 22    | 34   | 32   | 18   | 22   | 19    | 15    | 25    | 24    | 271   |
| Forrás: The Weather Channel   |       |       |       |       |      |      |      |      |       |       |       |       |       |

## Népesség

### 2010
A 2010-es népszámláláskor a városnak 9828 lakója, 4212 háztartása és 2529 családja volt. A népsűrűség 530,1 fő/km2. A lakóegységek száma 4653, sűrűségük 251 db/km2. A lakosok 94,57%-a fehér, 0,44%-a afroamerikai, 1,12%-a indián, 0,53%-a ázsiai, 0,01%-a a Csendes-óceáni szigetekről származik, 0,97%-a egyéb, 2,35%-a pedig kettő vagy több etnikumú. A spanyol vagy latino származásúak aránya 3,52% (2,9% mexikói,   0,5% egyéb spanyol vagy latino származású.)
A háztartások 24,5%-ában élt 18 évnél fiatalabb. 45,1% házas, 10,5% egyedülálló nő, 4,5% egyedülálló férfi, 40% pedig nem család. 33,8% egyedül élt; 16,8%-uk 65 éves vagy idősebb. Egy háztartásban átlagosan 2,25 személy élt; a családok átlagmérete 2,85 fő.
A medián életkor 43,7 év volt. A város lakóinak 23,7%-a 18 évesnél fiatalabb, 5% 18 és 24 év közötti, 23%-uk 25 és 44 év közötti, 27,8%-uk 45 és 64 év közötti, 20,5%-uk pedig 65 éves vagy idősebb. A lakosok 49,7%-a férfi, 50,3%-a pedig nő.

### 2000
A 2000-es népszámláláskor  a városnak 9860 lakója, 4010 háztartása és 2603 családja volt. A népsűrűség 531,8 fő/km2. A lakóegységek száma 4435, sűrűségük 239,2 db/km2. A lakosok 95,1%-a fehér, 0,3%-a afroamerikai, 1,1%-a indián, 0,6%-a ázsiai, 0,1%-a a Csendes-óceáni szigetekről származik, 1%-a egyéb-, 1,8%-a pedig kettő vagy több etnikumú. A spanyol vagy latino származásúak aránya 2,5% (1,8% mexikói, 0,1% Puerto Ricó-i,  0,6% pedig egyéb spanyol/latino származású.)
A háztartások 28,5%-ában élt 18 évnél fiatalabb. 51,2% házas, 10,6% egyedülálló nő; 35,1% pedig nem család. 30,5% egyedül élt; 15%-uk 65 éves vagy idősebb. Egy háztartásban átlagosan 2,35 személy élt; a családok átlagmérete 2,92 fő.
A város lakóinak 24,5%-a 18 évesnél fiatalabb, 4,3% 18 és 24 év közötti, 25,4%-uk 25 és 44 év közötti, 26%-uk 45 és 64 év közötti, 19,8%-uk pedig 65 éves vagy idősebb. A medián életkor 40,6 év volt. Minden 100 nőre 93,1 férfi jut; a 18 évnél idősebb nőknél ez az arány 90,1.
A háztartások medián bevétele 29 020 amerikai dollár, ez az érték családoknál $34 790. A férfiak medián keresete $26 638, míg a nőké $20 313. A város egy főre jutó bevétele (PCI) $14 179. A családok 10,7%-a, a teljes népesség 16,5%-a élt létminimum alatt; a 18 év alattiaknál ez a szám 15,4%, a 65 évnél idősebbeknél pedig 14,9%.

## Művészetek és kultúra

### Évente megrendezett események
A településen számos fesztivált rendeznek; ilyen például a július harmadik hétvégéjén megrendezett, a bányászatról és az 1969-es, Lee Marvin és Clint Eastwood szereplésével forgatott Fesd át a kocsidat! filmről megemlékező Miner's Jubilee. Először 1934-ben tartották Baker Mining Jubilee néven, de 1941-ben a világháború és a bányászat visszaesése miatt egy időre felhagytak vele. A rendezvényt Richard és Marge Haynes élesztették újra 1975-ben; kétszer ők is rendezték meg, majd átadták a Baker megyei Kereskedelmi- és Iparkamarának.

### Múzeumok és egyéb érdekes helyek
A belvárosban, a főutca mentén helyezkedik el a Történelmi Helyek Nemzeti Jegyzékében is szereplő Baker Történelmi Negyed. Területén több, mint 130 ingatlan található; felük körülbelül 1880 és 1915 között épült. Több, kétszintes ház is 1870 körül épült. A legnevezetesebb épületek a városháza, a megyei törvényszék, a korábbi postahivatal, a korábbi könyvtár, több korábbi klub, egy római katolikus katedrális, és egy episzkopális templom.
A kilenc szintes Baker City Tower a Cascade-hegység mentén elhelyezkedő legmagasabb épület. 1920-ban épült; eredetileg hotelként használták, de a nagy gazdasági világválság során másra hasznosították. Az art déco stílusban emelt betonépület minden bejáratához terrakotta sasokat helyeztek. Az épület nyolcoldalú sátorteteje alatt egy csillagvizsgáló van, a tetőn pedig egy zászlórúd.
A történelmi városrészben található a Geiser Grand Hotel stukkókal borított téglaépülete. Az 1889-ben Washauser Hotel néven nyílt házban már a kezdetektől fogva voltak táblaüveg ablakok, elektromos világítás, fürdők, egy lift és egy 200 fős étterem. 1895-ben nevezték át, amikor John Geiser, valamint a megyében és máshol is a bányákba fektető családja megvásárolta.
A Baker Heritage Museum (korábbi nevén Oregon Trail Regional Museum) az 1920-ban épült fürdő épületében kapott helyet. A kiállítások a környék bányászatát, állattenyésztését, faiparát és állatvilágát, valamint a kínai kultúra hatásait mutatják be. A múzeum legnagyobb látványossága Leo Adler háza, a mai Adler House Museum. Az épület Leo Adler filantróp életét mutatja be, aki dollármilliókat adományozott Baker megye lakóinak. A házat az eredeti elrendezés szerint, korabeli bútorokkal állították helyre.
A várostól 8 km-re északra fekszik a National Historic Oregon Trail Interpretive Center, melyben az Oregon-ösvényhez kapcsolódó eseményeket, többek között kiállításokat és szakmai műhelyeket rendeznek. A 200 hektáros területet az állami földhivatal és a Trail Tenders önkéntes csoport üzemelteti.
Más épületek még a Crossroads Art Center, mely egy korábbi könyvtárépületben kapott helyet; a belvárosi bankfiók, ahol a Susanville-ben talált 2,28 kg-os aranytömböt állították ki; valamint a város mozija, az 1940-es években épült Eltrym.

## Sport és pihenés
A Baker City Cycling Classic a Baker Cityben és környékén rendezett kerékpáros versenysorozat. Másik ilyen volt a 2011-es Elkhorn Classic. A helyi gimnáziumban rendezik minden év márciusában az Oregon School Activities Association kosárlabda-mérkőzéseit, júniusban a Hell's Canyon Motorcycle Rallyt, júliusban pedig a Oregon East−West Shrine Game focimeccseit.
A Wallowa-Whitman Nemzeti Erdő a várostól nyugatra és északkeletre fekszik; a fenntartó székhelye Baker Cityben van. Az erdő többek között alkalmas túrázásra, biciklizésre, téli sportokra, halászatra, vadászatra, ásványgyűjtésre és az élővilág megfigyelésére.

## Infrastruktúra

### Oktatás és könyvtárak
Baker City a Baker Iskolakerület alá tartozik. Az üzemeltetett intézmények a Baker High School gimnázium, a Baker Middle School középiskola, a Brooklyn Primary School általános iskola és South Baker Intermediate School előkészítő, valamint a város határain kívül lévő Keating Elementary és Haines Elementary School általános iskolák. 1800 diákjával az iskolakerület Baker megye három kerülete közül a legnagyobb.
A Baker Middle School 1917-ben elkészült épületét Ellis F. Lawrence tervezte. Helyben fellelhető tufából épült puritán klasszikus stílusban. 2011-ben az épület üres volt, és szerepelt a Restore Oregon megőrzésre kijelölt épületeinek listáján.
A Baker megyei Könyvtár főépülete a belvárosban van, egy-egy telephelye pedig Hainesben, Huntingtonban, Halfwayben, Richlandben és Sumpterben.

### Közlekedés

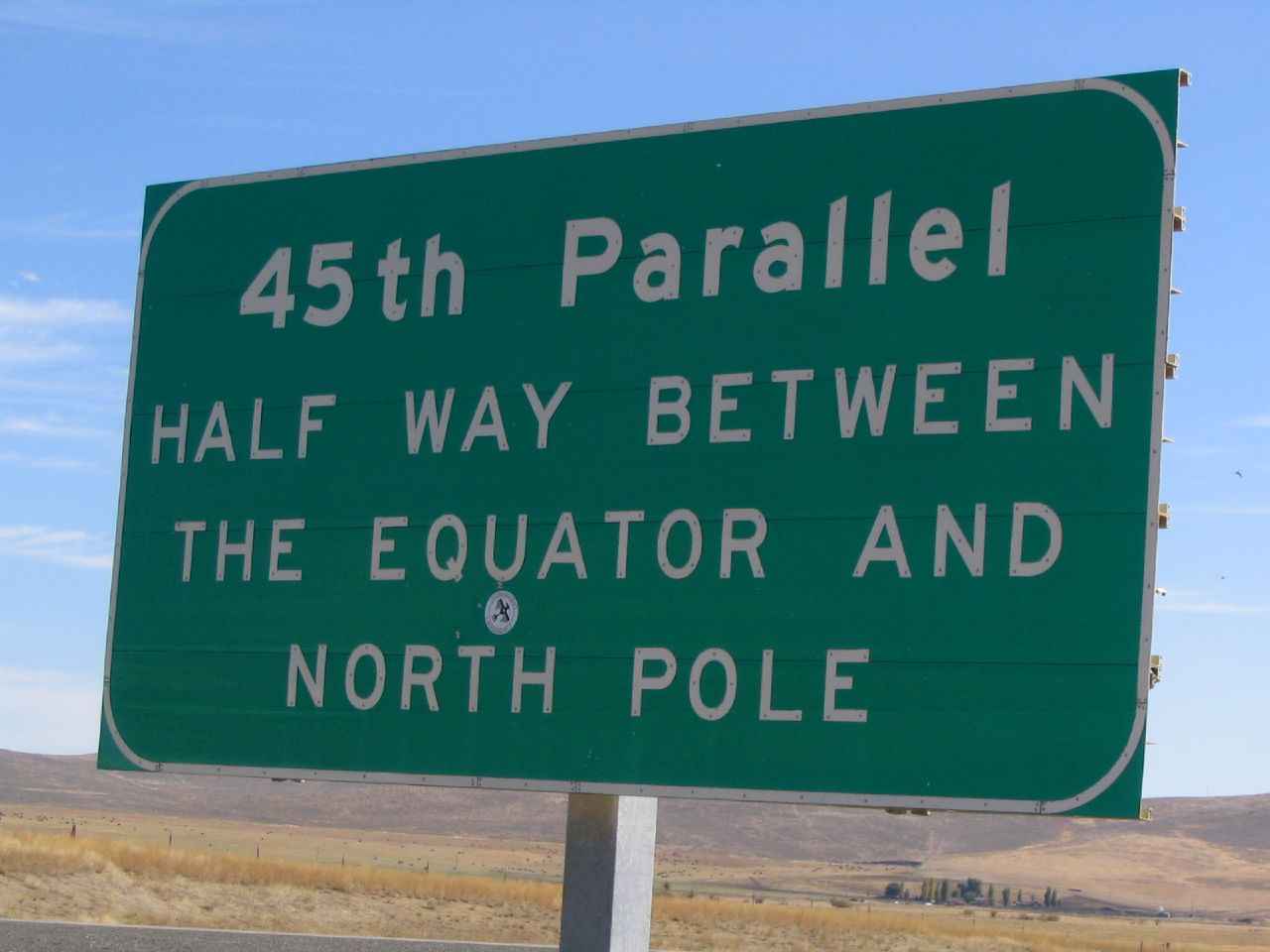
Az északi szélesség 45. fokát jelölő tábla

Az Interstate 84 a város keleti határánál halad el, a 30-as út pedig átszeli a települést. A 7-es út nyugatra az Interstate 84-et köti össze Sumpterrel és Austinnal. A 86-os út északkeleti irányban a National Historic Oregon Trail Interpretive Centert köti össze Richlanddel és Halfwayjel.
A település tulajdonában van a 161 hektáros Baker City-i városi repülőtér, mely a belvárostól öt kilométerre délre fekszik. A Greyhound Lines autóbusz-pályaudvart üzemeltet Baker Cityben, innen távolsági járatok indulnak. A város körül óránként járnak a Northeast Oregon Public Transit villamosai, valamint hétköznapokon napi kétszer buszok La Grande felé.
Vasúton a Union Pacific Railroad (korábban az Oregon Railway and Navigation Company) végez teherszállítást. Előbbi cég 1887-ben bérelte ki a vonalat utóbbitól, akik összekötötték a Union Pacific Railroad Huntingtonnál futó pályájába. 1977 és 1997 között a várost is érintette az Amtrak Pioneer járata, mely Chicago, Salt Lake City, Boise és Seattle között közlekedett.

## Média
Újságok
A városnak két újságja van: a hétfőn, szerdán és pénteken megjelenő Baker City Herald, valamint a csütörtökönként kiadott The Record Courier.
Rádiók
A városban befogható csatornák:
- KBKR 1490 AM[40] – hírek, beszélgetős műsorok
- KANL 90,7 FM[41] – beszélgetős műsorok
- KKBC 95,3 FM[42] – korábbi slágerek
- KWRL 99,9 FM[43] – felnőtt kortárs sláger
- KCMB 104,7 FM[44] – country

Televízióadók
A településen elérhető adások:
| Csatorna | Hívójel       | Város              |
| -------- | ------------- | ------------------ |
| ABC      | K44AJ         | Portland (Oregon)  |
| CBS      | K42AI         | Portland (Oregon)  |
| FOX      | K40AJ-D       | Portland (Oregon)  |
| NBC      | K50FD-D       | Portland (Oregon)  |
| K18KI    | Boise (Idaho) |                    |
| K46AM    | Boise (Idaho) |                    |
| PBS      | K20IV         | La Grande (Oregon) |

## Testvérváros
- Zeya, Oroszország – 1996-ban a két város cserediák-megállapodást kötött

## Fordítás
Ez a szócikk részben vagy egészben  a   Baker City, Oregon című angol Wikipédia-szócikk ezen változatának fordításán alapul.  Az eredeti cikk szerkesztőit annak laptörténete sorolja fel. Ez a jelzés csupán a megfogalmazás eredetét és a szerzői jogokat jelzi, nem szolgál a cikkben szereplő információk forrásmegjelöléseként.